# Championnat d'Éthiopie de football 2004-2005
Navigation
Saison précédente Saison 2006-2007
La saison 2004-2005 du Championnat d'Éthiopie de football est la cinquante-neuvième édition de la première division en Éthiopie, la National League. Elle regroupe, sous forme d'une poule unique, les quatorze meilleures équipes du pays qui se rencontrent deux fois, à domicile et à l'extérieur. En fin de saison, pour permettre l'extension de la compétition à 16 clubs, il n'y a pas de relégation et les deux meilleures formations de deuxième division sont promues.
C'est le club de Saint-George SC qui remporte le championnat cette saison après avoir terminé en tête du classement final, avec dix-huit points d'avance sur Trans Ethiopia FC et vingt sur le tenant du titre, Awassa City FC. C'est le vingtième titre de champion d'Éthiopie de l'histoire du club.

## Les clubs participants
| - EEPCO - Metehara Sugar FC - Promu de D2 - Ethiopian Coffee - Awassa City FC - Wonji Sugar FC - Adama City - Defence Force SC - Promu de D2 | - Arba Minch Textile FC - Harrar Beer Botling FC - Banks Sports Club - Saint-George SC - Muger Cement FC - Trans Ethiopia FC - Guna FC |

## Compétition
Le barème de points servant à établir les classements se décompose ainsi :
- Victoire : 3 points
- Match nul : 1 point
- Défaite : 0 point

### Classement
| Rang | Équipe                | Pts | J  | G  | N  | P  | Bp | Bc | Diff |
| ---- | --------------------- | --- | -- | -- | -- | -- | -- | -- | ---- |
| 1    | Saint-George SC       | 64  | 26 | 20 | 4  | 2  | 56 | 16 | +40  |
| 2    | Trans Ethiopia FC     | 46  | 26 | 13 | 7  | 6  | 36 | 25 | +11  |
| 3    | Awassa City FC'T'C    | 44  | 26 | 13 | 5  | 8  | 32 | 24 | +8   |
| 4    | Banks Sports Club     | 41  | 26 | 11 | 8  | 7  | 38 | 19 | +19  |
| 5    | Defence Force SCP     | 40  | 26 | 11 | 7  | 8  | 28 | 21 | +7   |
| 6    | Ethiopian Coffee      | 37  | 26 | 11 | 4  | 11 | 36 | 28 | +8   |
| 7    | Muger Cement FC       | 36  | 26 | 9  | 9  | 8  | 27 | 23 | +4   |
| 8    | Harar Beer Botling FC | 36  | 26 | 9  | 9  | 8  | 22 | 27 | -5   |
| 9    | Metehara Sugar FCP    | 34  | 26 | 9  | 7  | 10 | 27 | 28 | -1   |
| 10   | Wonji Sugar FC        | 34  | 25 | 9  | 7  | 10 | 32 | 39 | -7   |
| 11   | Guna FC               | 32  | 26 | 8  | 8  | 10 | 29 | 42 | -13  |
| 12   | EEPCO                 | 31  | 26 | 7  | 10 | 9  | 34 | 27 | +7   |
| 13   | Adama City            | 17  | 26 | 4  | 5  | 17 | 18 | 48 | -30  |
| 14   | Arba Minch Textile FC | 7   | 26 | 1  | 4  | 21 | 9  | 57 | -48  |

|  | Qualification pour la Ligue des champions de la CAF 2006 et la Coupe Kagame inter-club 2006 |
|  | Qualification pour la Coupe de la confédération 2006                                        |
|  | Relégation directe en deuxième division                                                     |
|  | T : Tenant du titre C : Vainqueur de la Coupe d'Éthiopie P : Promu de deuxième division     |

- Malgré l'assurance de rester en première Division, le club d'Arba Minch Textile FC décide de se retirer de la compétition pour raisons financières, à l'issue de la saison.

## Bilan de la saison
| Championnat d'Éthiopie de football 2004-2005 |                              |
| Champion                                     | Saint-George SC (20e titre)  |
| Coupes et trophées                           |                              |
| Vainqueur de la Coupe d'Éthiopie 2004-2005   | Awassa City FC               |
| Qualifications continentales                 |                              |
| Ligue des champions de la CAF 2006           | Saint-George SC              |
| Coupe de la confédération 2006               | Awassa City FC               |
| Coupe Kagame inter-club 2006                 | Saint-George SC              |
| Promotions et relégations                    |                              |
| Promus en National League                    | Nyala SC                     |
| Promus en National League                    | Air Force FC                 |
| Relégués en Second League                    | Arba Minch Textile (retrait) |